# Impasse Martini
L'impasse Martini est une voie située dans le quartier de la Porte-Saint-Martin du 10e arrondissement de Paris.

## Situation et accès
Elle débute aux nos 21-25 rue du Faubourg-Saint-Martin et se termine en impasse.
L'impasse Martini est desservie à proximité par les lignes 4, 8 et 9 à la station Strasbourg - Saint-Denis.

## Origine du nom
Elle rend hommage au compositeur français d'origine allemande Jean-Paul-Égide Martini, dit « Schwarzendorf » (1741-1816), resté célèbre pour sa chanson Plaisir d'amour.

## Historique
Cette très ancienne voie qui existait avant 1652 est présente sur les plans de Paris sous les noms de « cul-de-sac de l'Égout » et « impasse de l'Égout », car un égout, à l'origine à ciel ouvert, au départ de la rue du Faubourg-Saint-Denis était établi à cet emplacement. Cet égout débouchait dans un autre égout, également à l'origine à l'air libre, en provenance de la rue Saint-Denis, passait sous la rue du Ponceau puis entre les rues du Faubourg-Saint-Denis et du Faubourg-Saint-Martin à l'emplacement approximatif des boulevards Sébastopol et de Strasbourg et se jetait dans le Grand Égout à l'emplacement de l'actuelle Rue du Château-d'Eau.
L'impasse prend sa dénomination actuelle par un arrêté du 7 décembre 1900. 